# Abderrahmane Arar (général)
Pour les articles homonymes, voir Arar (homonymie).
Abderrahmane Arar est un militaire algérien. Réputé proche d'Ahmed Gaïd Salah, il est commandant de la Gendarmerie nationale algérienne de juillet 2019 à août 2020.
  

## Biographie
Abderrahmane Arar a assuré plusieurs postes militaires à savoir : chef du 6e Commandement régional de la Gendarmerie nationale algérienne à Tamanrasset, d’inspecteur régional au 2e Commandement régional d’Oran et au Groupement territorial de Relizane et chef d’état-major du premier commandement de la Gendarmerie de Blida.
Le 24 juillet 2019, Abderrahmane Arar, réputé proche de Ahmed Gaïd Salah Vice-ministre de la Défense nationale et chef d'Etat-major de l'Armée nationale populaire, est nommé par un décret du président Abdelkader Bensalah commandant de la Gendarmerie nationale. Il remplace à ce poste le général Ghali Belkecir. Il est installé à ce poste par le général de corps d'Armée, Ahmed Gaïd Salah.
En juillet 2020, Abderrahmane Arar est promu général-major par le président Abdelmadjid Tebboune.
Il est admis à la retraite au mois d’août 2020, le général Nouredine Gouasmia le remplace alors à la tête de la Gendarmerie nationale.
En mai 2023, le général Abderrahmane Arar est placé en détention par le tribunal militaire de Blida. Il est accusé dans des « affaires de corruption » et d’« abus de pouvoir ».